# 三ヶ月章
三ヶ月 章（みかづき あきら、1921年（大正10年）6月20日 - 2010年（平成22年）11月14日）は、日本の法学者。専門は民事訴訟法。学位は法学博士（東京大学・論文博士・1962年）（学位論文「強制執行と滞納処分の統一的理解」）。法務大臣（第56代）。東京大学名誉教授。1991年日本学士院会員、2005年文化功労者、2007年文化勲章受章。弁護士（大江忠・田中豊法律事務所）。菊井維大門下。弟子に青山善充、伊藤眞、上原敏夫など。

## 人物・来歴
島根県浜田市出身。家計が貧しかったため中学進学は諦め洋服屋の小僧になるつもりでいたが、東京府立第五中学校（現東京都立小石川中等教育学校）に進み、第一高等学校を経て、1942年東京帝国大学入学。旧制一高入学当初、三ヶ月は内省的な性格でスポーツとは程遠かったが友人を得るべくホッケー部に入学し、そこで命の恩人となる吉田信と出会う。帝大時代にはヨット部長も務めていた。
1943年大日本帝国陸軍入隊。陸軍主計少尉などを経て、1944年東京帝国大学法学部法律学科卒業。1945年復員し、東京帝国大学特別研究生。1962年学位論文「強制執行と滞納処分の統一的理解」で東京大学より法学博士の学位を取得。弁護士法第5条により法曹資格を取得。
1950年東京大学法学部助教授。1954年、青年法律家協会設立発起人となる。1955年-1957年ドイツ留学(フンボルト財団奨学生)を経て、1959年同民事訴訟法第一講座教授。1970年-1971年コロンビア大学およびエアランゲン大学留学を経て、1976年から1978年まで東京大学法学部長。1982年定年退官、東京大学名誉教授。弁護士登録。1992年に法務省特別顧問に就任した後、1993年に発足した細川護熙内閣で法務大臣に起用され、民間人閣僚として入閣した。
アジア諸国への法整備支援へも熱心な取組みを見せた。
2010年11月14日、老衰のため自宅で死去。89歳没。

## 位階・叙勲
- 紫綬褒章（昭和59年）
- 勲一等瑞宝章（平成7年） [12]
- 文化功労者（平成17年）
- 文化勲章（平成19年）[5]
- ドイツ連邦共和国一級功労十字章（平成2年）
- 従三位（平成22年11月14日）

## 学説
代表作は後掲『民事訴訟法』である。当時、兼子一によって、訴訟物については実体法上の請求権を基準に律する旧訴訟物理論・実体法説をとり、既判力の本質について実体法説・具体的法規説をとる体系が完成され支配的となっていた。三ヶ月は、訴訟物については、日本で初めて訴訟法上紛争を1回で解決する必要があるかを基準にする新訴訟物理論・訴訟法説を主張し、既判力の本質について訴訟法説をとり、民事訴訟法独自の観点から兼子理論・体系に反旗を翻した。その学説は、後に新堂幸司等に引き継がれ、発展をみたが、裁判実務に受け入れられるまでに至らなかった。しかしながら、民事訴訟の紛争解決機能を強調し、裁判のあり方・運用の改善の必要性を再認識させるなどの大きな影響を与え、民事訴訟法学会においては多数説となっている。

## 法相時代
1993年、細川護煕内閣で民間から法務大臣として入閣した。民間から入閣した背景には、当時、前建設大臣の中村喜四郎を筆頭に中央地方を巻き込んだゼネコン汚職事件が大きな問題となっていたことから指揮権をもつ法相ポストを議員が敬遠していたという事情があった。法務省、細川首相とも、疑惑捜査に対し政治的な圧力を排除する姿勢を打ち出す意味でも民間人からの入閣を当初から検討し、複数の元最高裁判事に就任を打診していたが、固辞されたため学者出身の三ヶ月就任という形に落ち着いた。就任に際し、指揮権について「一般的な指揮権はあるが個々の問題についてはないと考えるのが伝統的。法相が検察に容喙することは適当でない」という見解を示した。
汚職事件により法相のポストが注目されていたことに加え、公明党が与党に加わったこともあり、『週刊新潮』が「三ヶ月のゼミ出身の創価大学教授から依頼を受け創価学会に関する訴訟の鑑定書を作成した過去がある」こと、「選挙を経ていない民間人からの入閣である」ことを理由に「法相は創価学会の『回し者』」と題したバッシング報道を行った。これに対し三ヶ月は「創価学会はこの人を通じて細い糸で結ばれているに過ぎない」、「現在の会長が誰なのかも知らない」などと反論した。この報道は、法務省が週刊新潮側に対し「法相の名誉に関わる深刻な問題がある」ことを理由に「回し者」とした根拠を明らかにするよう文書で求める異例の事態に発展した。
ゼネコン汚職事件に加え、前任の法相後藤田正晴が3年4か月ぶりに死刑執行を再開したことから、死刑存廃論も大きな焦点となっていた。三ヶ月は就任当初から「死刑廃止論者は法相を引き受けるべきではない」と発言するなど、「あくまでも現行の法制度に従い、裁判所の判断を尊重し公務員として死刑執行の職責を果たすべきである」との立場を表明してきた。そして、在任期間中に合計で4人の死刑囚に対して死刑執行を命じた。このような考えは『法学入門』の「しかるべき違法行為があったと裁判ではっきり認定された場合は、死刑を発動できる」という記述にも現れている。
死刑執行が行われた後、「現行の法律の執行責任者としての問題と、一国の法律制度として死刑の存置とは別問題」と述べ、最高裁判決の大野意見を踏まえ、死刑制度の存廃に関する世論調査の実施を要請する考えを示した。ちなみに法相に就任してから程なくして、東大名誉教授の団藤重光元最高裁判事が自著『死刑廃止論』を贈呈した逸話がある。  

## エピソード
- 旧制一高ホッケー部で出会った吉田信とは親友となり、三ヶ月が昭和16年3月に急性盲腸炎・肋膜炎に罹患した際には、吉田の兄（医師）が勤務していた病院に入院した。入院当初は吉田が泊まり込みで三ヶ月の看病をし、入院費は吉田家が負担した。吉田は昭和20年5月11日、神風特別攻撃隊第５筑波隊員として戦死。三ヶ月は終戦後、吉田の戦死を知り、復員退職金を用いて吉田の遺族のために『流涕記』という本を執筆・製本した[8]。

## 著書

### 単著
- 『民事訴訟法』有斐閣〈法律学全集 35〉、1959年1月。
- 『民事訴訟法研究』 第1巻、有斐閣、1962年3月。
- 『民事訴訟法研究』 第2巻、有斐閣、1962年5月。
- 『自習民事訴訟法40問』有斐閣、1964年8月。
- 『民事訴訟法研究』 第3巻、有斐閣、1966年2月。
- 『民事訴訟法研究』 第4巻、有斐閣、1966年3月。
- 『会社更生法研究』有斐閣、1970年1月。
- 『民事訴訟法研究』 第5巻、有斐閣、1972年8月。
- 『民事訴訟法研究』 第6巻、有斐閣、1972年8月。
- 『判例民事訴訟法』弘文堂、1974年9月。
- 『民事訴訟法研究』 第7巻、有斐閣、1978年10月。
- 『民事訴訟法』弘文堂〈法律学講座双書〉、1979年3月。
- 『民事執行法』弘文堂〈法律学講座双書〉、1981年3月。ISBN 9784335300288。
- 『民事訴訟法研究』 第8巻、有斐閣、1981年6月。
- 『法学入門』弘文堂〈法律学講座双書〉、1982年3月。ISBN 9784335300295。
- 『民事訴訟法研究』 第9巻、有斐閣、1984年4月。
- 『民事訴訟法研究』 第10巻、有斐閣、1989年10月。
- 『論説・対談』有斐閣〈司法評論 1〉、2005年4月。ISBN 9784641134249。
- 『講演』有斐閣〈司法評論 2〉、2005年6月。ISBN 9784641134256。
- 『一法学徒の歩み』有斐閣、2005年6月。ISBN 9784641027992。
- 『法整備協力支援』有斐閣〈司法評論 3〉、2005年7月。ISBN 9784641134263。

### 編集
- 『民事訴訟法学習教材』東京大学出版会、1964年10月。
- 『現代の裁判』岩波書店〈岩波講座現代法 5〉、1965年12月。
- 『裁判と法 菊井先生献呈論集』 上、有斐閣、1967年10月。ISBN 9784641033672。
- 『裁判と法 菊井先生献呈論集』 下、有斐閣、1967年10月。ISBN 9784641033689。

### 共著
- 三ヶ月章、兼子一『条解会社更生法』弘文堂、1953年3月。
- 加藤一郎、矢沢惇、三ヶ月章『民事判例展望 昭和22-28年度』日本評論新社、1955年7月。
- 三ヶ月章、田中英夫、中野貞一郎、中務俊昌、小山昇、染野義信『各国弁護士制度の研究』有信堂、1965年7月。
- 新堂幸司、北沢正啓、喜多川篤典、三ヶ月章『経営訴訟』ダイヤモンド社〈経営法学全集 19〉、1966年11月。
- 三ヶ月章、竹下守夫、霜島甲一、前田庸、田村諄之輔、青山善充『条解会社更生法』 上、兼子一監修、弘文堂、1973年3月。ISBN 9784335350085。
- 三ヶ月章、竹下守夫、霜島甲一、前田庸、田村諄之輔、青山善充『条解会社更生法』 中、兼子一監修、弘文堂、1973年11月。ISBN 9784335350092。
- 三ヶ月章、竹下守夫、霜島甲一、前田庸、田村諄之輔、青山善充『条解会社更生法』 下、兼子一監修、弘文堂、1974年11月。ISBN 9784335350108。

### 共編
- 菊井維大・三ヶ月章編 編『民事訴訟法教材』有斐閣〈判例教材叢書 1〉、1954年12月。
- 中田淳一・三ヶ月章編 編『ケースブック民事訴訟法』有信堂、1961年5月。
- 中田淳一・三ヶ月章編 編『判決手続』有斐閣〈民事訴訟法演習 1〉、1963年4月。
- 中田淳一・三ヶ月章編 編『判決手続 2・強制執行手続』有斐閣〈民事訴訟法演習 2〉、1964年5月。
  - 三ヶ月章・中野貞一郎・竹下守夫編 編『判決手続』（新版）有斐閣〈民事訴訟法演習 1〉、1983年5月。ISBN 9784641084377。
  - 三ヶ月章・中野貞一郎・竹下守夫編 編『判決手続 2・民事執行』（新版）有斐閣〈民事訴訟法演習 2〉、1983年11月。ISBN 9784641084384。

### 監修
- 『判決手続通論 第1』鈴木忠一・三ヶ月章監修、日本評論社〈実務民事訴訟講座 第1〉、1969年9月。
- 『判決手続通論 第2』鈴木忠一・三ヶ月章監修、日本評論社〈実務民事訴訟講座 第2〉、1969年6月。
- 『交通事故訴訟』鈴木忠一・三ヶ月章監修、日本評論社〈実務民事訴訟講座 第3〉、1969年5月。
- 『不動産訴訟・手形金訴訟』鈴木忠一・三ヶ月章監修、日本評論社〈実務民事訴訟講座 第4〉、1969年10月。
- 『会社訴訟・特許訴訟』鈴木忠一・三ヶ月章監修、日本評論社〈実務民事訴訟講座 第5〉、1969年8月。
- 『渉外訴訟・人事訴訟』鈴木忠一・三ヶ月章監修、日本評論社〈実務民事訴訟講座 第6〉、1971年4月。
- 『非訟事件・審判』鈴木忠一・三ヶ月章監修、日本評論社〈実務民事訴訟講座 第7〉、1969年11月。
- 『行政訴訟 第1』鈴木忠一・三ヶ月章監修、日本評論社〈実務民事訴訟講座 第8〉、1970年7月。
- 『行政訴訟 第2・労働訴訟』鈴木忠一・三ヶ月章監修、日本評論社〈実務民事訴訟講座 第9〉、1970年8月。
- 『執行訴訟・破産訴訟・その他』鈴木忠一・三ヶ月章監修、日本評論社〈実務民事訴訟講座 第10〉、1970年9月。

## 記念論集
- 『三ヶ月章先生古稀記念祝賀 民事手続法学の革新』有斐閣、1991年6月。ISBN 9784641033214。
- 『三ヶ月章先生古稀記念祝賀 民事手続法学の革新』有斐閣、1991年6月。ISBN 9784641033221。
- 『三ヶ月章先生古稀記念祝賀 民事手続法学の革新』有斐閣、1991年6月。ISBN 9784641033238。

## 門下生
- 伊藤眞（東京大学名誉教授）
- 青山善充（東京大学名誉教授：弟子に松下淳一東京大学教授）
- 小林秀之
- 上原敏夫
- 高見進